# Guizhou FC
Guizhou FC is een Chinese voetbalclub uit Guiyang.
De club werd in 1992 als Guizhou Zhicheng FC opgericht en speelde als jeugdclub. In 2005 werd de club overgenomen en ging op professioneel niveau spelen. Tussen 2008 en 2016 pendelde de club tussen de Yi League (derde niveau) en de Jia League. In 2015 werd de naam Guizhou Hengfeng Zhicheng FC aangenomen. Na een tweede plaats in de Jia League 2016 promoveerde de club voor het eerst naar de Super League. In 2018 degradeerde de club. Toen sponsornamen vanaf 2021 door de bond verboden werden, veranderde de club de naam in Guizhou FC.

## Erelijst
- Yi League: 2012

## Trainers
- Arie Schans (2013-14)
- Dan Petrescu (2018-19)

## Spelers
- Festus Baise
- Tjaronn Chery
- Au Yeung Yiu Chung
- Carlo Costly
- Ibán Cuadrado
- Nikica Jelavić
- Ali Ghazal
- Michael Olunga
- Mazola
- Ryan McGowan
- Mario Suárez
- Mason Trafford

Beijing BG · 
Dalian Transcendence · 
Hangzhou Greentown · 
Heilongjiang Lava Spring · 
Liaoning Hongyun · 
Meizhou Hakka · 
Meixian Techand · 
Nei Mongol Zhongyou · 
Qingdao Huanghai · 
Shanghai Shenxin · 
Shenzhen · 
Shijiazhuang Ever Bright · 
Wuhan Zall · 
Xinjiang Tianshan Leopard · 
Yanbian Fude · 
Zhejiang Yiteng